# 英雄·刀·少年
《英雄·刀·少年》（Find The Light），香港無綫電視翡翠台清裝武俠電視劇，於2003年9月8日至10月3日期間首播，共20集，由劉松仁、邵美琪、吳卓羲、黃宗澤、楊思琦及楊怡領銜主演，監製黃偉聲。主題曲《肝膽相照》由葉麗儀主唱。

## 演員表
| 演員   | 角色     | 簡要介紹 |
| ------ | -------- | --- |
| 劉松仁 | 陳道揚   | 最强武术高手，王五的师父，被王阮心怡暗恋，在第19集被鄂寿明及荣禄所利用的陷阱被蜡凝固致息而牺牲，但临死前成功刺伤荣禄。                                                                                 |
| 邵美琪 | 王阮心怡 | 刀削面老板娘，王五的母亲，暗恋陳道揚，阮心一的姐姐，为了让儿子王五望子成龙，决定让他读书可惜儿子不爱读书只爱武功。在第20集为了帮陳道揚复仇决定拿大刀给王五杀死鄂寿明。                                 |
| 吳卓羲 | 王 五    | 小五，真正的英雄·刀·少年，王阮心怡的儿子，譚嗣同的好友，卓蘭格格的女友，阮心一的侄子，为人好动、冲动，曾喜欢武功。在第20集与譚嗣同找到荣禄的罪证，但被鄂寿明发现并与鄂寿明作战，最后用大刀杀死鄂寿明。 |
| 黃宗澤 | 譚嗣同   | 譚繼洵的儿子，不满父亲改官革一事而一度反目，最后和好。王五的好兄弟。 |
| 楊思琦 | 卓蘭格格 | |
| 楊 怡  | 李 閏    | |
| 唐 寧  | 小順子   | 于第19集去世 |
| 李天翔 | 袁秉榮   | |
| 劉家輝 | 赫圖達   | |
| 陳鴻烈 | 榮 祿    | 在第19集被陈道扬刺伤，第20集因勾结买邪片一事被譚繼洵贬为平民 |
| 陳國邦 | 多里摩   | 王五的师兄，后因痴恋卓蘭格格一事反目。暗恋卓蘭格格，并威胁其示爱，最后放弃。 |
| 羅樂林 | 譚繼洵   | 譚嗣同的父亲，因为官朝一事而反目，最后和好。 |
| 劉 江  | 索爾洵   | 于第18集被鄂壽明刺死 |
| 吳毅將 | 鄂壽明   | 与荣禄勾结。於第20集与王五对战，最终被王五用大刀落败而殺害。 |
| 鄭俊弘 | 唐耀宗   | 王五的好友 |
| 李家聲 | 阮心一   | 王五的舅舅 |
| 戴耀明 | 梁日康   | |
| 胡定欣 | 小 月    | |
| 王 青  | 蘇哈勇   | |

### 其他演员
這個段落紀錄尚未明確飾演資訊（表格中的三個欄位未能完全補齊者）、多人飾演同一職業又無其他重要資訊、僅有人物及組織關係或不重要細節可記錄、對推進劇情幫助不大的角色之演員。
- 王冠忠 飾 官　差
- 傅楚卉 飾 閏表嫂
- 李彩寧 飾 小　桃
- 嚴　俊 飾 家　丁
- 張智軒 飾 泰府家丁
- 林佳蓉 飾 丫　環
- 潘冠霖 飾 丫　環
- 谷　峰 飾 谷　軒
- 梁健平 飾 皓　東
- 郭政鴻 飾 王德寶
- 曾守明 飾 武學堂教官
- 楊鴻俊 飾 吐魯原
- 李　嘉 飾 蘇哈克鷹
- 陸俊光 飾 舍里都
- 蔡誌鋒 飾 張文雄
- 麥子樂 飾 漢人學生
- 陳　堃 飾 滿州學生
- 劉深宜 飾 吳進紹
- 何志祥 飾 何永連
- 許明志 飾 漢人學生
- 黃俊紳 飾 滿州學生
- 張國威 飾 漢人學生
- 劉永健 飾 烏特勒
- 趙敏通 飾 武學堂侍衛
- 賀文傑 飾 才　子
- 黃子衡 飾 才　子
- 劉綽琪 飾 譚白梅
- 伍濼文 飾 譚府丫環
- 陳嘉露 飾 丫　環
- 夏竹欣 飾 譚府丫環
- 盧永匡 飾 家　丁
- 劉天龍 飾 家　丁
- 魏惠文 飾 教官甲
- 邵卓堯 飾 教官乙
- 趙永洪 飾 教官丙
- 陳少邦 飾 官　差
- 言俊熙 飾 泰府家丁
- 徐　榮 飾 武學堂侍衛
- 華忠男 飾 伙　頭
- 羅天池 飾 伙　頭
- 黎秀英 飾 菜　販
- 劉桂芳 飾 九　媽
- 葉　暐 飾 勇手下
- 李霖恩 飾 勇手下
- 裘卓能 飾 勇手下
- 王冠忠 飾 勇手下
- 李鴻杰 飾 檔　主
- 蘇恩磁 飾 老闆娘（福如麵館老闆娘）
- 杜　港 飾 勇手下
- 河國榮 飾 攝影師
- 林梓杰 飾 泰手下
- 何仲源 飾 泰手下
- 湯俊明 飾 侍　衛
- 寧　進 飾 流　氓
- 蕭徽勇 飾 流　氓
- 呂沛霖 飾 流　氓
- 孫季卿 飾 草蜢老人
- 朱婉儀 飾 妓　女
- 張曉嵐 飾 妓　女
- 王少萍 飾 妓　女
- 黃梓瑋 飾 小孩母親
- 張漢斌 飾 煙館負責人
- 黎諾懿 飾 派傳單人
- 湯百山 飾 泰手下
- 霍健邦 飾 泰手下
- 彭冠中 飾 泰手下
- 胡啟光 飾 賭場打手
- 鄭世豪 飾 賭場打手
- 鍾健文 飾 泰侍衛
- 甘子正 飾 泰手下
- 胡烱龍 飾 獄　卒
- 曾健明 飾 地方知府
- 郭德信 飾 富　翁
- 許文翹 飾 瘦弱鏢師
- 黃文標 飾 山　賊
- 李啟傑 飾 山　賊
- 鄭家生 飾 胡　七
- 招石文 飾 客棧老闆
- 陳勉良 飾 榮府管家
- 廖麗麗 飾 嬤　嬤
- 嚴文軒 飾 榮府家丁
- 馮曉文 飾 卓蘭母
- 高俊文 飾 蘭母情人
- 潘芷蕾 飾 路　人
- 河國榮 飾 神　父
- 梁珈穎 飾 洋行秘書
- 蘇頌康 飾 祿手下
- 凌禮文 飾 街　坊
- 王偉樑 飾 路　人
- 林泳東 飾 官　兵

## 軼事
- 此劇是吴卓羲首次擔任第一男主角的電視劇。

## 收視
以下為本劇於香港無綫電視翡翠台之收視紀錄：
| 週次 | 集數  | 平均收視 | 最高收視 |
| 1    | 01-05 | 23點     |          |
| 2    | 06-10 | 25點     |          |
| 3    | 11-15 | 26點     |          |
| 4    | 16-20 | 27點     |          |

## 外部連結
- 無綫電視官方網頁 - 英雄．刀．少年
- 無綫電視官方網頁(TVBI) - 英雄．刀．少年 （页面存档备份，存于）